# Johann Friedrich von Schmeerheim
Johann Friedrich von Schmeerheim (* 1660 in der Grafschaft Lippe; † 12. März 1728) war ein preußischer Generalmajor sowie Kommandant von Lippstadt und Sparrenburg. Er war Besitzer des Gutes Eckendorf bei Heepen.

## Leben

### Herkunft
Die Familie stammt vermutlich aus dem lippischen bei Detmold.

### Militärlaufbahn
Schmeerheim war seit 1687 kurbrandenburgischer Kapitän bei der Leibgarde. Im März 1709 wurde er zum Oberst und Kommandant von Lippstadt und Sparrenburg ernannt. Am 17. März 1710 erhielt er den Reichsadelsstand. Anfang August 1726 stieg Schmeerheim zum Generalmajor auf.

### Familie
Er war mit Anna Ursula Elisabeth von Meinders verheiratet. Er hatte eine Tochter Anna Ursula, die am 22. April 1722 den preußischen Generalmajor Bernd Siegmund von Blankensee heiratete, eine weitere heiratete einen Oberst von Sydow. Sein Sohn fiel bei Mollwitz.